# Grunnebosjön
Grunnebosjön är en sjö i Munkedals kommun och Tanums kommun i Bohuslän och ingår i Enningdalsälvens huvudavrinningsområde. Sjön är 20 meter djup, har en yta på 0,265 kvadratkilometer och är belägen 148,1 meter över havet. Vid provfiske har abborre fångats i sjön.

## Delavrinningsområde
Grunnebosjön ingår i det delavrinningsområde (652305-126267) som SMHI kallar för Utloppet av Hagesjön. Medelhöjden är 150 meter över havet och ytan är 11,97 kvadratkilometer. Räknas de 13 avrinningsområdena uppströms in blir den ackumulerade arean 215,54 kvadratkilometer. Avrinningsområdets utflöde Enningdalsälven (Nordaneälven) mynnar i havet. Avrinningsområdet består mestadels av skog (82 procent). Avrinningsområdet har 1,67 kvadratkilometer vattenytor vilket ger det en sjöprocent på 13,9 procent.